# Czerkaszczyna Czerkasy
Czerkaszczyna Czerkasy (ukr. «Черкащина» Черкаси), właśc. Objednanyj profesionalnyj futbolnyj kłub „Czerkaszczyna” Czerkasy (ukr. Об'єднаний професіональний футбольний клуб «Черкащина» Черкаси) – ukraiński klub piłkarski z siedzibą w Czerkasach.
Występuje w rozgrywkach ukraińskiej Druhiej Lihi.

## Historia
Chronologia nazw:
- 2010: Sławutycz Czerkasy (ukr. «Славутич» Черкаси)
- 2014: Sławutycz-Zoria Czerkasy (ukr. «Славутич-Зоря» Черкаси)
- 2014: Czerkaśkyj Dnipro Czerkasy (ukr. «Черкаський Дніпро» Черкаси)
- 2017: Czerkaśkyj Dnipro -Akademia Biłozirja (ukr. «Черкаський Дніпро-Академія Білозір'я»)
- 2018: Czerkaszczyna-Akademia Biłozirja (ukr. «Черкащина-Академія» Білозір'я)
- 2019: Czerkaszczyna Czerkasy (ukr. «Черкащина» Черкаси)

Klub Piłkarski Sławutycz Czerkasy został założony w Czerkasach 10 czerwca 2010 roku na bazie klubu Dnipro Czerkasy, który został rozformowany w maju 2009. 
W 2011 debiutował w rozgrywkach Amatorskiej Lihi. 20 czerwca 2011 otrzymał status klubu profesjonalnego i w lipcu 2011 roku debiutował w Drugiej Lidze.
4 lipca 2014 po fuzji z amatorskim klubem Zoria Biłozirja zmienił nazwę na Sławutycz-Zoria Czerkasy, ale już wkrótce 21 lipca przyjął nazwę Czerkaśkyj Dnipro Czerkasy.
Od 31 października 2017 pełna nazwa klubu brzmiała Zjednoczony klub piłkarski społeczności terytorialnych obwodu czerkaskiego "Czerkaśkyj Dnipro -Akademia Biłozirja (ukr. "Об'єднаний футбольний клуб територіальних громад Черкащини "Черкаський Дніпро-Академія Білозір'я").
W lipcu 2018 klub zmienił nazwę na Czerkaszczyna-Akademia Biłozirja.
Latem 2019 wrócił do Czerkas, zmieniając nazwę na Czerkaszczyna Czerkasy.

## Sukcesy
- 3. miejsce w Drugiej Lidze, grupie A: 2012

## Trenerzy
- 2010–19.10.2012:  Ołeksandr Kyryluk
- 19.10.2012–01.02.2013:  Anatolij Dejneko (p.o.)
- 01.02.2013–10.06.2013:  Serhij Puczkow
- 11.06.2013–19.12.2013:  Ihor Petrow
- 25.12.2013–29.07.2014:  Jurij Bakałow
- 29.07.2014–09.11.2014:  Ihor Stołowycki (p.o.)
- 09.11.2014–23.09.2016:  Ihor Stołowycki
- 23.09.2016–10.11.2016:  Ołeksandr Kyryluk
- 10.11.2016–26.11.2016:  Witalij Kobzar (p.o.)
- 26.11.2016–08.06.2017:  Wadym Jewtuszenko
- 23.06.2017–02.12.2017:  Ołeksandr Kyryluk
- 02.12.2017–31.05.2018:  Ihor Stołowycki
- 01.07.2018–05.09.2019:  Ołeksandr Kyryluk
- 05.09.2019–:  Witalij Kobzar (p.o.)

## Inne
- Chodak Czerkasy
- Dnipro Czerkasy